# Kurovskoje
Kurovskoje (rusky Куровское) je město v Moskevské oblasti v Ruské federaci. Při sčítání lidu v roce 2010 mělo bezmála dvaadvacet tisíc obyvatel.

## Poloha a doprava
Kurovskoje leží na řece Něrskaje, levém přítoku Moskvy. Od Moskvy je vzdáleno přibližně devadesát kilometrů jihovýchodně. Bližší větší města jsou Likino-Duljovo přibližně dvacet kilometrů severoseverovýchodně a Drezna přibližně pětadvacet kilometrů severoseverozápadně.
Nádraží v Kurovskoje je železničním uzlem, kde se kříží Velký moskevský železniční okruh s železniční tratí z Ljuberc do Arzamasu, po které jezdí vlaky na moskevské Kazaňské nádraží. Západně a severozápadně město míjí silniční Velký moskevský okruh.

## Dějiny
První zmínka o obci je z roku 1646. Větší rozvoj začal jednak po založení textilky v 30. letech 19. století, jednak po výstavbě železniční trati Ljubercy–Arzamas v roce 1912. Továrna byla v srpnu 1918 bolševickou vládou znárodněna a v roce 1923 zcela vyhořela.
Městem je Kurovskoje od roku 1952.